# Mravojedi
Mravojedi (lat. Myrmecophagidae) porodica viših sisavaca iz reda krezubica. Porodica obuhvaća samo četiri vrste podijeljene u tri roda, i jedina je porodica podroda Vermilingua. Životni prostor im se prostire Srednjom i Južnom Amerikom.

## Opis
Za razliku od ljenivca, druge porodice reda krezubica, oni uopće nemaju zube već samo dugačku njušku u obliku surle koja završava malenim ustima s vrlo dugačkim jezikom. Vrste se veličinom međusobno značajno razlikuju. Dok je dvoprsti mravojed težak samo oko 250 grama, veliki mravojed može čak i premašiti 30 kilograma, i zajedno s repom biti dug i više od dva metra. 
Na prednjim nogama sve vrste imaju upadljivo dugačke i vrlo oštre kandže. Njima se koriste za otvaranje mravinjaka i termitnjaka, i za obranu od grabežljivaca. Broj kandži je različit. Dok dvoprsti mravojed ima dvije, veliki mravojed ih ima tri a obje vrste roda Tamandua imaju po četiri. Kandže na stražnjim nogama su daleko manje izražene.
Sve vrste imaju duge repove koji se ponešto razlikuju. Rep velikog mravojeda je obrastao dugom dlakom i djeluje čupavo. Ostale vrste imaju kratku dlaku na repovima koji su s donje strane goli. Goli dio repa je prilagodba funkciji koju ima kod tih vrsta da im služi za prihvaćanje za grane, kao "peti ekstremitet".
Oči su im male i niti jedna vrsta ne vidi dobro, no zato imaju vrlo dobro razvijeno osjetilo mirisa. Ušima se služe kao drugim vrlo dobro razvijenim osjetilom, obje vrste roda Tamandua. 

## Način života
Kao što se razlikuju veličinom i razvijenošću osjetila, mravojedi i nastanjuju različiti životni okoliš. Maleni dvoprsti mravojed živi isključivo na drveću, i hrani se mravima koji također žive na drveću, nastanjujući pretežno šume odnosno šumovita područja. Veliki mravojed se kreće samo po tlu i najrađe se zadržava na savanama, dok su obje vrste tamandua prilagođene i životu na stablima ali i tlu.

## Prehrana
Kao što im ime govori, mravojedi se hrane gotovo isključivo mravima i termitima. Kandžama otvaraju mravinjake i termitnjake, te svojim dugačkim (veliki mravojed ima jezik dug 60 cm) jezikom prevučenim ljepljivom slinom, skupljaju kukce iz nastambi. Nakon što progutaju kukce, vrlo mišićav ulazni dio želuca ih zdrobi. U zatočeništvu, jedu i ponuđeno voće.

## Razmnožavanje
O razmnožavanju mravojeda ne zna se puno. Nakon skotnosti od 120 do 190 dana, ženka koti samo jedno mladunče. Sljedećih mjeseci majka mladunče nosi na leđima. Dvoprsti mravojed ponekad ostavi mladunče na zaštićenim račvama grane i sama odlazi u potragu za hranom. Veliki mravojed postaje spolno zreo u dobi od dvije do tri godine, a za druge vrste nije poznato. Isto tako, nije poznat ni očekivani životni vijek mravojeda u divljini. 

## Ugroženost
Mravojede se ne smatra ugroženim, jer žive na vrlo velikim područjima, a pored toga nisu ovisni o isključivo jednoj vrsti hrane, tako da ih se smatra nezahtjevnim. Jedino je veliki mravojed uvršten u popis UICN kao ugrožen.

## Sistematika
Porodica se dijeli na tri roda s ukupno četiri vrste:
- Dvoprsti mravojed (Ciclopes didactylus), jedina vrsta roda Ciclopes,
- Veliki mravojed (Myrmecophaga tridactyla), jedina vrsta roda Myrmecophaga
- Četveroprsti mravojedi s dvije vrste, sjeverni i južni, iz roda Tamandua, što je inače i često drugo ime ovih mravojeda.

Najbliži srodnici mravojeda su ljenivci (Folivora), s kojima čine red krezubica (Pilosa). Fosilni nalazi mravojeda nađeni su i u Europi. Povijest razvoja danas živućih vrsta može se pokazati i ovako:  
```
Mravojedi (Myrmecophagidae)
 |--
Dvoprsti mravojed

 `--Myrmecophaginae
      |--
Veliki mravojed

      `--
Tamandua

             |--Sjeverni četveroprsti mravojed (
Tamandua mexicana)

             `--Južni četveroprsti mravojed (
Tamandua tetradactyla
)
```

## Drugi projekti
|  | Zajednički poslužitelj ima još gradiva o temi Mravojedi |
|  | Wikivrste imaju podatke o taksonu Mravojedima           |